# Phryxe cinerascens
Phryxe cinerascens là một loài ruồi trong họ Tachinidae.